# Im Schatten des Mondes (Roman)
Im Schatten des Mondes (englisch: Void Moon) ist der 9. Roman des US-amerikanischen Krimi-Autors Michael Connelly, erschienen 2000 (auf Deutsch 2002).

## Handlung
Cassidy „Cassie“ Black ist auf Bewährung vorzeitig aus dem Gefängnis entlassen worden und arbeitet bei einem Porsche-Händler in Los Angeles. Cassie war nach der Fellony Murder Rule des Totschlags für schuldig befunden worden. Sie war zusammen mit ihrem Geliebten Max Freeling darauf spezialisiert, Glücksspieler in Las Vegas des Nacht im Schlaf ihre Gewinne zu rauben. Als Cassie schwanger wird, wollen sie einen letzten Coup machen. Dabei stürzt Max Freeling durch das Fenster des Penthouses im 20. Stock des Cleopatra Casinos in die Lobby, in der Cassie auf ihn wartet. Als seine Komplizin erklärt das Gericht sie nach der Fellony Murder Rule des Totschlags für schuldig. Später stellt sich heraus, dass der Privatdetektiv Jack Karch Max Freeling aufgelauert hatte und ihn zum Sprung durch das Fenster gezwungen hatte.
Cassie hat im Gefängnis eine Tochter zur Welt gebracht, die sie zur Adoption freigegeben hat, weil sie nicht wollte, das sie im Gefängnis aufwachsen sollte. Jetzt auf Bewährung frei, beobachtet sie ihre Tochter Jodie bei den Adoptiveltern. Als sie erfährt, dass diese ihr Haus verkauft haben und nach Paris ziehen wollen, entschließt sie sich zu einem letzten Raub. Sie will genügend Geld erbeuten, damit sie nach Paris gehen kann, um ihrer Tochter nahe zu sein. Sie wendet sich an Max’ Halbbruder Leo Renfro, der ihr eine Gelegenheit arrangieren soll. Leo schickt sie nach Las Vegas ins „Cleo“, wo sie dem  High Roller Diego Hernandez seine Gewinne abnehmen soll. Leo Renfro warnt Cassie, den Raub nicht in der Zeit des Void Moon zu begehen, weil Max Freeling genau zu einer Zeit des Void Moon zu Tode kam.
Cassie bricht in den frühen Morgenstunden in das Zimmer des Spielers ein. Ganz reibungslos verläuft der Raub nicht, die Probleme fingen jedoch schon vor der Zeit des Void Moon an. Gleichwohl gelingt es Cassie mit der Beute unentdeckt zu entkommen.
Szenenwechsel: Am frühen Morgen des kommenden Tages ruft der Besitzer des Casinos, Vincent Grimaldi, den Privatdetektiv Jack Karch in das Zimmer des Spielers, der ermordet wurde. Es hat sich tatsächlich nicht einfach um einen Spieler gehandelt, sondern einen Boten des kubanischen Mafia aus Miami, der Grimaldi 2,5 Millionen Dollar überbringen sollte. Nun ist Hernandez tot und das Geld verschwunden. Karch soll das Geld wieder besorgen.
Auf Überwachungsaufnahmen fällt Karch auf, dass Cassie den Spieler beobachtet hat. Es gelingt ihm, sie zu identifizieren und ihre Adresse herauszufinden. Jack Karch verfolgt Cassie und hinterlässt eine Blutspur: Leo Renfro kommt zu Tode, weil er Karch nichts verraten möchte; Thelma Kibble, Cassies Bewährungshelferin, die Cassie in ihrer Wohnung besucht, wird von Karch schwer verletzt; Cassie kann gerade noch die Rettung benachrichtigen. Und Cassie selbst entkommt Karch nur knapp, der sie während einer Probefahrt in einem neuen Porsche in seine Gewalt bringen will. Doch Karch hat noch einen Hebel. Von Thelma Kibble hat er erfahren, dass Cassie eine Tochter hat. Er entführt Jodie nach Las Vegas und erpresst Cassie ihm die Beute zu bringen.
In Las Vegas wird Karch damit konfrontiert, dass ihn Grimaldi hereingelegt hat. Grimaldi hat den Mord an Hernandez befohlen und will Karch als den Täter dastehen lassen, um selbst an das Geld zu kommen. Karch ermordet auch Grimaldi und seine Helfer.
Cassie täuscht Karch vor, dass sie noch auf dem Weg nach Las Vegas sei, obwohl sie längst im „Cleo“ ist und ihre Tochter befreien möchte. Jodie ist im Penthouse des Casinos eingesperrt. Bei der Konfrontation mit Karch gelingt es Cassie Karch durch das Fenster zu stoßen – durch eben das Fenster, durch das fünf Jahre zuvor Max Freeling gestürzt war. Cassie wirft einen Teil der Banknoten der Beute hinterher, um einen Tumult auszulösen. Im Chaos der Geldgierigen gelingt ihr mit Jodie die Flucht.
Auf dem Rückweg nach Los Angeles ist Cassie innerlich zerrissen. Schließlich ringt sie sich durch und bringt Jodie zu ihren Adoptiveltern zurück und fährt mit dem Rest des Geldes sowie gefälschten Papieren auf den Namen Jane Davis, die ihr Leo besorgt hatte, davon.
Anmerkungen
1. ↑  „Felony murder is a legal rule that expands the definition of murder. It applies when someone commits a certain kind of felony and someone else dies in the course of it. It doesn’t matter whether the death was intentional or accidental—the defendant is liable for it.“ Siehe www.criminsldefenselawyer.com

## Querbezüge
Harry Bosch spricht in Die Rückkehr des Poeten, Kapitel 21, in Las Vegas mit seiner Nachbarin Jane Davis, welche anscheinend am Flughafen ankommende reiche, potenzielle Spieler ausspäht. Diese hat eine  Tochter, die jetzt in Frankreich lebt.
In Vergessene Stimmen, Kapitel 8, spricht Bosch mit der Bewährungshelferin Thelma Kibble. Da Cassidy Black die Rettung informiert hatte, konnte das Leben von Kibble gerettet werden und sie hat sich von den schweren Verletzungen erholt, die ihr Jack Karch zugefügt hat. Im Büro von Kibble hängt ein altes Fahndungsphoto, auf dem Bosch Jane Davis erkennt und von Kibble erfährt, dass ihr wahrer Name Cassie Black ist.
Jack Karch nutzt bei Bedarf die Dienste eines korrupten Cops aus Las Vegas namens Iverson. Bosch begegnet diesem seinerseits in Das Comeback in Las Vegas. In verschiedenen Zusammenhängen wird auch der ehemalige Mafia-Boss Joey Marks erwähnt, der in Das Comeback bei einem wilden Schusswechsel getötet wurde.

## Ausgaben
- Michael Connelly: Void Moon. Little, Brown and Company, 2000, ISBN 978-0-316-15406-2
- Michael Connelly: Im Schatten des Mondes. Aus dem Amerikanischen von Sepp Leeb. Heyne, München, 2002, ISBN 978-3-453-86501-3; als Taschenbuch: dto., 2003, ISBN 978-3-453-87355-1 sowie 2004 978-3-453-72036-7